# Interbrands
Interbrands Marketing & Distribution este cea mai mare companie distribuitoare de produse de larg consum din România.
Interbrands este parte a grupului Sarkis care mai desfășoară activități în Cipru, Bulgaria, Rusia, Belarus, Dubai și Mongolia.
Grupul Sarkis este controlat de frații Raymond Elias Sarkis și Sarkis Elias Sarkis, de origine libaneză, cei care au pus bazele acestei afaceri în anul 1989.
Compania a intrat pe piață odată cu producătorul american Procter & Gamble, care a fost primul său partener, în anul 1993.
Concurenții principali ai Interbrands sunt Top Brands Distribution, Astral Impex, Aquila Group, Macromex, Agroalim și Whiteland.
Număr de angajați în 2008: 2.300
Cifra de afaceri
- 2008: 4,4 miliarde lei (1,1 miliarde euro)[5]
- 2005: 2,2 miliarde lei (607 milioane euro)[6]